# Extreme Engineering
Extreme Engineering is een televisieprogramma gemaakt en uitgezonden door de Amerikaanse zender
Discovery Channel. In het programma wordt de voorbereiding en in sommige gevallen de bouw gevolgd van gewaagde gebouw of kunstwerk. In de Verenigde Staten heet het programma sinds 2006 Build It Bigger. In 2011 is het negende seizoen van start gegaan. Het programma wordt gepresenteerd door architect Danny Forster.

## Afleveringen

### Seizoen 1: 2003
| Aflevering naam               | Première   | Project                                                     | Status tijdens opnames | Huidige Status |
| ----------------------------- | ---------- | ----------------------------------------------------------- | ---------------------- | -------------- |
| Tokyo's Sky City              | 2003-04-13 | Tokio's Sky City                                            | Voorstel               | Voorstel       |
| Subways In America            | 2003-04-15 | East Side Access                                            | Voorstel               | In aanbouw     |
| Transatlantic Tunnel          | 2003-04-16 | The Transatlantic Tunnel                                    | Voorstel               | Voorstel       |
| City in a Pyramid             | 2003-04-23 | The Shimizu Mega-City Pyramid                               | Voorstel               | Voorstel       |
| Bridging the Bering Strait    | 2003-04-30 | The Bering Strait crossing                                  | Voorstel               | Voorstel       |
| Tunneling Under the Alps      | 2003-05-07 | Gotthard-basistunnel                                        | In aanbouw             | Voltooid       |
| Building Hong Kong's Airport  | 2003-05-14 | Luchthaven Hongkong                                         | Voltooid               | Voltooid       |
| Holland's Barriers to the Sea | 2003-05-21 | Maeslantkering and Oosterscheldekering storm surge barriers | Voltooid               | Voltooid       |
| Boston's Big Dig              | 2003-05-28 | Boston's Big Dig                                            | In aanbouw             | Voltooid       |
| Widening the Panama Canal     | 2003-06-04 | Het verbredingsproject van het Panamakanaal                 | In aanbouw             | Voltooid       |

### Seizoen 2: 2004
| Aflevering naam     | Première   | Project                                       | Status tijdens opnames | Huidige Status        |
| ------------------- | ---------- | --------------------------------------------- | ---------------------- | --------------------- |
| Turning Torso       | 2004-07-07 | Turning Torso                                 | In aanbouw             | Voltooid              |
| Venice Flood Gates  | 2004-07-14 | De getijdendijk van Venetië (MOSE-project)    | In aanbouw             | Voltooid              |
| Container Ships     | 2004-07-28 | Adrian Mærsk (Maersk Line)                    |                        | Voltooid (in gebruik) |
| Oakland Bay Bridge  | 2004-08-04 | Aanpassingen San Francisco-Oakland Bay Bridge | In aanbouw             | Voltooid              |
| Iceland Tunnels     | 2004-09-01 | Kárahnjúkar Hydropower Project                |                        | Voltooid (in gebruik) |
| Oil Rigs            | 2004-09-25 | Jack up oil rigs in Louisiana                 |                        |                       |
| Cooper River Bridge | 2004-10-05 | Cooper River Bridge                           | In aanbouw             | Voltooid              |
| Millau Viaduct      | 2004-11-15 | Millau Viaduct                                | In aanbouw             | Voltooid              |
| Excavators          | 2004-11-22 | Hull-Rust-Mahoning Open Pit Iron Mine         |                        |                       |

### Seizoen 3: 2005
| Aflevering naam                            | Première   | Project                           | Status tijdens opnames | Huidige Status |
| ------------------------------------------ | ---------- | --------------------------------- | ---------------------- | -------------- |
| The Snøhvit Arctic Gas Processing Platform | 2005-10-19 | Snøhvit platform / MV Blue Marlin | In aanbouw             | Voltooid       |
| The El Cajon Dam                           | 2005-11-10 | El Cajon Dam                      | In aanbouw             | Voltooid       |
| Hong Kong's Cable Car                      | 2005-12-02 | Ngong Ping 360                    | In aanbouw             | Voltooid       |
| Woodrow Wilson Bridge                      | 2005-12-09 | Woodrow Wilson Bridge             | In aanbouw             | Voltooid       |
| Gotthard Tunnel                            | 2006-01-01 | Gotthard-basistunnel              | In aanbouw             | Voltooid       |
| Dubai's Ski Resort                         | 2006-01-21 | Ski Dubai                         | In aanbouw             | Voltooid       |

### Seizoen 4: 2006
| Aflevering naam    | Première   | Project                                                            | Status tijdens opnames | Huidige Status |
| ------------------ | ---------- | ------------------------------------------------------------------ | ---------------------- | -------------- |
| SuperStadium       | 2006-02-19 | University of Phoenix Stadium                                      | In aanbouw             | Voltooid       |
| MegaTunnel         | 2006-03-08 | Storm Management And Road Tunnel (SMART) in Kuala Lumpur, Malaysia | In aanbouw             | Voltooid       |
| Biggest Warship    | 2006-05-31 | USS George H. W. Bush (CVN-77)                                     | In aanbouw             | Gedoopt        |
| Sakhalin Oil & Ice | 2006-06-28 | Sakhalin-II                                                        | In aanbouw             |                |
| Big Easy Rebuild   | 2006-07-05 | Reconstruction of New Orleans                                      | In aanbouw             | In aanbouw     |
| Space Tower        | 2006-07-12 | Madrid's Torre Espacio                                             | In aanbouw             | Voltooid       |

### Seizoen 5: 2006
| Aflevering naam                 | Première   | Project                                                                       | Status tijdens opnames | Huidige Status |
| ------------------------------- | ---------- | ----------------------------------------------------------------------------- | ---------------------- | -------------- |
| South Ferry Subway Station      | 2006-10-11 | Het nieuwe metrostation van de metro van New York South Ferry                 | In aanbouw             | Voltooid       |
| World's Biggest Arch Bridge     | 2006-10-18 | Hoover Dam Bypass                                                             | In aanbouw             | Voltooid       |
| JFK: JetBlue Terminal           | 2006-10-25 | Restauratie van John F. Kennedy International Airport's terminal 5            | In aanbouw             | Voltooid       |
| Stonecutters Bridge: Hong Kong  | 2006-11-01 | Hongkong's Stonecutters Bridge                                                | In aanbouw             | Voltooid       |
| California Academy of Sciences  | 2006-11-08 | De herbouw van de California Academy of Sciences in San Francisco, Californië | In aanbouw             | Voltooid       |
| Hallandsås Ridge Tunnel: Sweden | 2006-11-15 | Zweden's Hallandsås tunnel                                                    | In aanbouw             | Voltooid       |

### Seizoen 6: 2007
| Aflevering naam            | Première   | Project                                                                       | Status tijdens opnames | Huidige Status |
| -------------------------- | ---------- | ----------------------------------------------------------------------------- | ---------------------- | -------------- |
| Building a Destroyer       | 2007-10-16 | Portsmouth Naval Shipyard in Maine                                            | In aanbouw             | In aanbouw     |
| Fault Zone Tunnel          | 2007-10-23 | Freshwater pipeline to support Southern Californië. Zie een TBM aan het werk. | In aanbouw             | In aanbouw     |
| Boot Camp                  | 2007-10-30 | In Boston, Massachusetts.                                                     |                        |                |
| World's Tallest Skyscraper | 2007-11-06 | Shanghai World Financial Center                                               | In aanbouw             | Voltooid       |
| Battle Machines            | 2007-11-13 | Onderhoud aan een M1 Abrams tank op Fort Knox, Kentucky                       |                        |                |
| Coaster Build Off          | 2007-11-20 | Volgde bouw van twee achtbanen                                                | In aanbouw             | Voltooid       |
| Mountain of Steel          | 2007-11-27 | City of Culture of Galicia                                                    | In aanbouw             | In aanbouw     |

### Seizoen 7: 2009
| Aflevering naam         | Première   | Project                                                                | Status tijdens opnames | Huidige Status    |
| ----------------------- | ---------- | ---------------------------------------------------------------------- | ---------------------- | ----------------- |
| Dallas Cowboys Stadium  | 2009-04-20 | Bouw van het nieuwe Cowboys Stadium                                    | In aanbouw             | Voltooid          |
| CityCenter, Las Vegas   | 2009-04-21 | Constructie van CityCenter in Las Vegas (Nevada)                       | In aanbouw             | Voltooid          |
| Hong Kong Bridge        | 2009-04-27 | Afwerking van de Stonecutters Bridge in Hongkong                       | In aanbouw             | Voltooid          |
| Navy Amphibious Warship | 2009-05-04 | De LPD-17 San Antonio Class oorlogsschepen                             | Voltooid               | Voltooid          |
| Panama Canal            | 2009-05-11 | Nieuwe expansie van het Panamakanaal                                   | In aanbouw             | In aanbouw        |
| Peru Dam & Tunnel       | 2009-05-18 | Constructie van de Limon Dam en tunnel                                 | In aanbouw             | Voltooid          |
| Abu Dhabi               | 2009-06-01 | Al Raha strand bouwproject in Abu Dhabi                                | In aanbouw             | Voltooid          |
| NASA                    | 2009-06-26 | Transitie van het Space Shuttle Program naar het Project Constellation | In transitie           | Deels geannuleerd |

### Seizoen 8: 2010
| Aflevering naam                       | Première   | Project                                                                                                   | Status tijdens opnames | Huidige Status                                        |
| ------------------------------------- | ---------- | --- | ---------------------- | ----------------------------------------------------- |
| Singapore Sky Park                    | 2010-04-08 | Singapore Sky Park Now Marina Bay Sands zal boven op de top van 3 torens komen, 200 meter boven de grond. | In aanbouw             | Voltooid                                              |
| Rio de Janeiro's Power Island Project | 2010-04-15 | In Rio de Janeiro wordt een van de grootste waterkrachtcentrales gebouwd door de Braziliaanse overheid.   | In aanbouw             | In aanbouw (Voorspelde oplevering Eind Augustus 2011) |
| Kuwait Tower                          | 2010-04-29 | De bouw van de hoogste roterende structuur, Kuwait's Al Hamra Tower.                                      | In aanbouw             | Voltooid                                              |
| New Orleans Surge Barrier             | 2010-05-09 | De bouw van een nieuw Delta systeem voor New Orleans.                                                     | In aanbouw             | In aanbouw (Voorspelde oplevering 1 Juni 2011)        |
| South Africa's Mponeng Gold Mine      | 2010-05-13 | Reis naar de diepste plaats op Aarde, Johannesburg, Zuid-Afrika's Mponeng Gold Mine.                      | In aanbouw             | In aanbouw (Voorspelde oplevering NB)                 |
| Overhauling the Bay Bridge            | 2010-05-20 | Reparatie van de San Francisco Bay Bridge is een van de grootste bouw projecten in de VS.                 | In aanbouw             | Voltooid                                              |
| Melbourne Stadium                     | 2010-05-27 | In Melbourne, Australië wordt een van de meest innovatieve stadions gebouwd.                              | In aanbouw             | Voltooid                                              |
| Gotthard Base Tunnel                  | 2010-05-30 | De bouw van de Gotthard-basistunnel in Zwitserland.                                                       | In aanbouw             | Voltooid                                              |
| Abu Dhabi Central Market              | 2010-06-17 | De bouw van een $15 miljard kostende Centrale Markt rond een van de hoogste woontorens.                   | In aanbouw             | In aanbouw (Voorspelde oplevering 2011)               |
| Port of Rotterdam                     | 2010-07-01 | De bouw van de tweede Maasvlakte en de haven van Rotterdam worden bekeken.                                | In aanbouw             | In aanbouw (Voorspelde oplevering 2013)               |